# Ballinrobe
Ballinrobe (Iers: Baile an Róba) is een kleine stad in het Ierse graafschap Mayo. De plaats telt 1.626 inwoners. In 1606 verleende James I de stad marktrecht. Het stadje ligt aan de rivier de Robe.

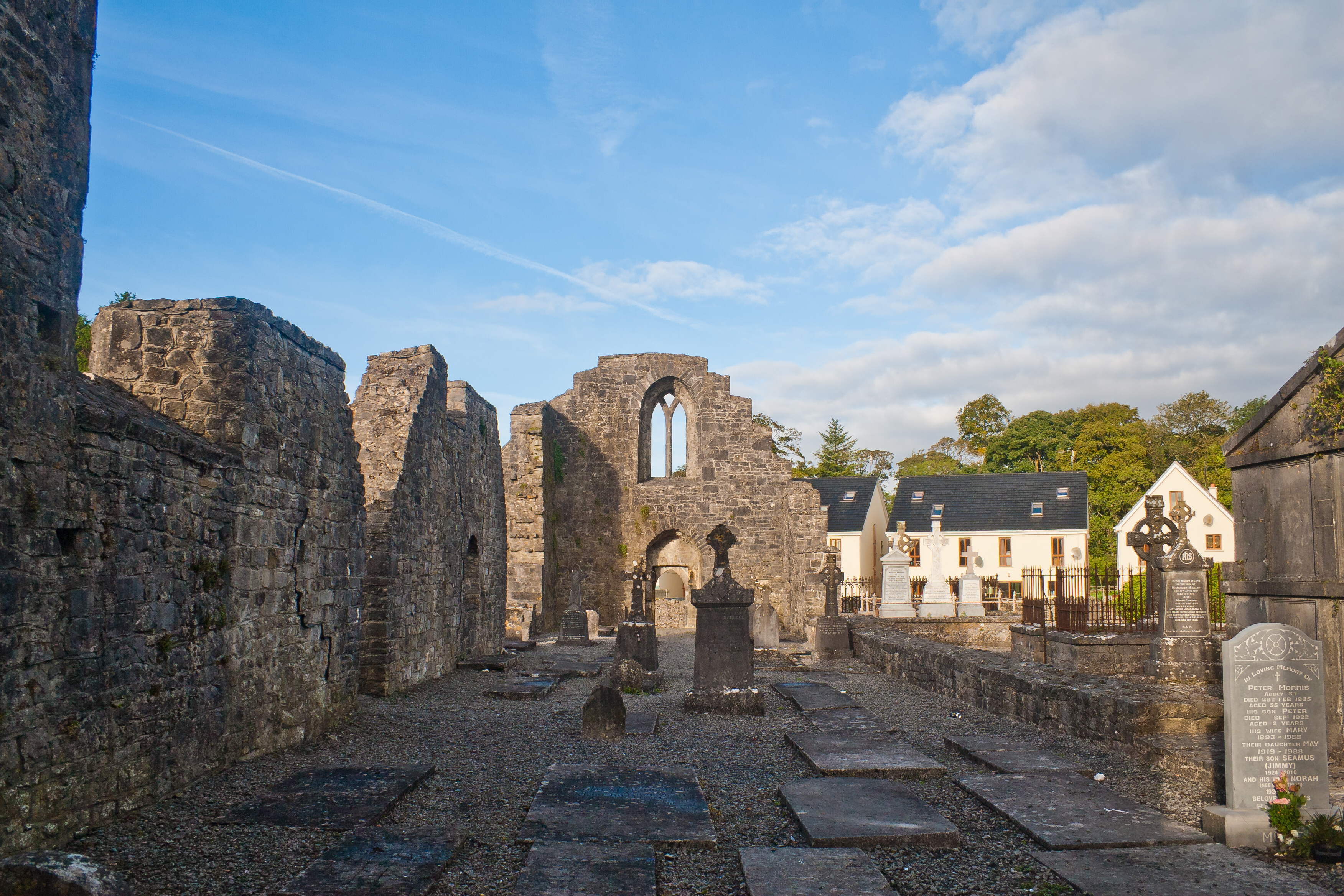
Kloosterruïnes

Ballinrobe had een Augustijner klooster dat gesticht werd in 1312. Het werd verlaten in 1584. De ruïnes van het klooster, midden in de stad, zijn bewaard. 
Even buiten het stadje ligt Lough Mask House dat zijn bekendheid dankt aan Charles Boycott, die in 1880 de eerste boycot te verduren kreeg.